# Luana Flütsch
Luana Flütsch (10 gennaio 1995) è un'ex sciatrice alpina svizzera.

## Biografia
Attiva in gare FIS dal novembre del 2010, la Flütsch esordì in Coppa Europa il 26 gennaio 2012 a Melchsee-Frutt in slalom speciale, senza qualificarsi per la seconda manche, e in Coppa del Mondo il 26 gennaio 2018 a Lenzerheide in combinata, senza completare la prova. Il 19 e il 20 dicembre 2018 conquistò ad Altenmarkt-Zauchensee, rispettivamente in discesa libera e in supergigante, i suoi due podi in Coppa Europa (3ª).
Ottenne il miglior piazzamento in Coppa del Mondo il 23 febbraio 2019 a Crans-Montana in discesa libera (30ª); nel novembre dello stesso anno si infortunò in allenamento a Nakiska rompendosi il crociato del ginocchio destro. Nella successiva stagione 2020-2021 rientrò in Coppa del Mondo a Val-d'Isère (la sua ultima gara nel circuito fu il supergigante del 20 dicembre, che non completò); poco tempo dopo è infortunò nuovamente durante il supergigante di Coppa Europa disputato a Zinal il 5 gennaio 2021, che rimase la sua ultima gara in quanto annunciò il ritiro nell'estate dello stesso anno. Non prese parte a rassegne olimpiche o iridate.

## Palmarès

### Coppa del Mondo
- Miglior piazzamento in classifica generale: 137ª nel 2019

### Coppa Europa
- Miglior piazzamento in classifica generale: 19ª nel 2019
- 2 podi:
  - 2 terzi posti

### Campionati svizzeri
- 1 medaglia:
  - 1 oro (supergigante nel 2020)